# بايونيرز القابضة للاستثمارات المالية
تأسست شركة بايونيرز القابضة للاستثمارات المالية في 2007. يمتد نشاط بايونيرز القابضة لاسواق المال في الشرق الاوسط مثل الامارات العربية المتحدة والمملكة العربية السعودية وجمهورية مصر العربية

## حول الشركة
مجموعة بايونيرز القابضة للاستثمارات المالية هي شركة مساهمة مصرية مقيدة بالبورصة المصرية، وتعد إحدى أكبر المجموعات الرائدة في مجال الاستثمار والخدمات المالية في المنطقة حيث تقوم بالاستحواذ واعادة الهيكلة وتأسيس المشروعات الجديدة في ثلاثة قطاعات رئيسية متخصصة وهي قطاع الخدمات المالية غير المصرفية، قطاع الإسكان والمقاولات والقطاع الصناعي.

### قطاع الإسكان والمقاولات
• تمتلك المجموعة بصورة مباشرة وغير مباشرة 19 شركة في مجال الإسكان والمقاولات والتي يرجع تاريخ انشائها إلى عام 1906 (6 شركات منها مقيدة بالبورصة المصرية), تزاول كافة الانشطة المتعلقة بالتنمية العقارية للاراضي والاستثمار العقاري والسياحي والمقاولات بكافة اشكالها.
• تبلغ قيمة الأصول المدارة في قطاع الأستثمار المباشر 18,7 مليار جنية.
• تقدر حصة المجموعة من قيمة صافي ألاصول العقارية المملوكة للقطاع 12,2 مليار جنيه مصري تقريبا وذلك وفقا للقيمة السوقية (البيعية) الحالية لهذه الاصول.
• يقدر حجم مخزون الأراضي المملوكة للقطاع باكثر من عشرة ملايين متر مربع في أكثر الاماكن تميزا في القاهرة والإسكندرية والعين السخنة والساحل الشمالي.
• تبلغ قيمة تعاقدات المقاولات الحالية حوالي 5.3 مليار جنيه مصري محليا واقليميا.
| الشركة                                     | الموقع على الإنترنت                  |
| ------------------------------------------ | ------------------------------------ |
| القاهرة للاسكان والتعمير                   | /http://www.cairo-housing.com        |
| رؤية جروب                                  | /http://www.rooyagroup.com           |
| الجيزة العامة للمقاولات والاستثمار العقارى | /http://www.al-giza.com/default.aspx |
| الصعيد العامة للمقاولات                    | /http://www.elsaeed-contracting.com  |
| المتحدة للاسكان والتعمير                   | /http://www.united-housing.com       |

### القطاع الصناعي
• تمتلك المجموعة استثمارات في ثلاثة قلاع صناعية في مجالات إستراتيجية مختلفة والتي يرجع تاريخ انشائها إلى عام 1954 وهي الكابلات الكهربائية، مواد التعبئة والتغليف، الصناعات الغذائية.
• بلغ اجمالي قيمة مبيعات القطاع الصناعي التابع للمجموعة في السوق المحلي والخارجي 1,8 مليار جنيه مصري في 2014 ونتوقع ارتفاع حجم المبيعات مع تعافى الاقتصاد بصفة عامة.
• اقرت المجموعة خطة لتطوير القطاع الصناعي التابع للشركة في 2015, من خلال دراسة امكانية الاستحواذ على مصانع تعمل في ذات المجالات بغرض رفع الحصة السوقية للقطاع محليا وخارجيا، فضلا عن تطوير وإضافة خطوط الإنتاج والاستعانة بكوادر متميزة ومتخصصة في هذه الصناعات.
| الشركة                      | الموقع على الإنترنت               |
| --------------------------- | --------------------------------- |
| الكابلات الكهربائية المصرية | /http://www.ececables.com         |
| العربية لمنتجات الالبان     | /http://www.arabdairy.com         |
| يونيفرسال يونيباك           | /http://www.universal-unipack.com |

### قطاع الخدمات المالية
• بدأت المجموعة نشاطها في تقديم الخدمات المالية لعملائها من الافراد والمؤسسات منذ أكثر من 20 عامًا، من خلال شركات تابعة محليا واقليميا، حيث تقدم خدمات في مجالات تداول الاوراق المالية، إدارة صناديق الاستثمار ومحافظ الاوراق المالية، الاستشارات المالية، ترويج وتغطية الاكتتابات، أمناء الحفظ، البحوث والصرافة.
• بلغ اجمالي حجم العمليات المنفذة لقطاع الخدمات المالية 26 مليار جنيه مصري تقريبا في 2014 وتتوقع الشركة ارتفاع هذا الرقم مع ارتفاع حجم التعاملات في سوق المال مع التعافى الاقتصادي المتوقع.
• تمتلك المجموعة حصة من مجموعة كونكورد الولايات المتحدة الأمريكية للاستثمارات وهي إحدى كبرى الشركات العالمية المتخصصة في مجال إدارة الاصول.
• بلغت قيمة الاستثمارات التي ضختها المجموعة في السنوات الثلاثة الماضية حوالي 2,7 مليار جنيه مصري، كان وسيظل لها المردود الإيجابي على نتائج أعمال المجموعة مع استمرار الأرتفاع المتوقع لاسعار العقارات وزيادة مبيعات القطاع الصناعى، مقارنة بالتكلفة الاستثمارية المنخفضة التي اقتنصتها المجموعة في السنوات الماضية. • تقوم المجموعة في الوقت الحالي بزيادة راس مال بمبلغ 3 مليارات جنية مصرى وذلك بغرض تنمية الاصول والمشروعات الحالية، فضلا عن اتمام بعض الاستثمارات الجديدة التي ستشكل إضافة وتكامل متميز للمجموعة.
• بلغ متوسط معدل نمو صافي ارباح الشركات التابعة 56% سنويا، وتتوقع الشركة ارتفاع هذا المعدل مع تعافي الاقتصاد بصفة عامة.
• تعكف إدارة الشركة حاليا على تحقيق اقصى تكامل ممكن لشركات المجموعة لتحقيق اعلى معدلات نمو ممكنة لمساهميها من خلال تأسيس نشاطات فرعية تكميلية، حيث بدأت بالفعل في تأسيس شركات للتسويق العقاري وخدمات المقاولات المتخصصة للطرق والكباري والبنية الاساسية.
| الشركة                                   | الموقع على الإنترنت                  |
| ---------------------------------------- | ------------------------------------ |
| بى إتش سى لبنوك الاستثمار                | /http://www.iia-pholding.com         |
| بايونيرز كابيتال                         | /http://www.pioneerscapital.com      |
| اموال للاستثمارات المالية                | /http://www.amwalam.com              |
| بايونيرز لتداول الاوراق المالية مصر      | /https://www.pioneers-securities.com |
| بايونيرز لتداول الاوراق المالية الامارات | /http://www.pioneersuae.com          |
| بايونيرز لتداول الاوراق المالية البحرين  | /http://www.pioneersbahrain.com      |
| بايونيرز لصناديق الاستثمار               | www.pioneersfunds.com/ar             |

## وليد زكى – رئيس مجلس إدارة بايونيرز القابضة
الكلمة أستاذ وليد زكى.
إنه لفخر وإعزاز أن أرى مجموعة بايونيرز القابضة وقد حققت الكثير من النجاح والازدهار على مدى السنوات الماضية.
فقد واصلت المجموعة سعيها، كشركة نمت جذورها في مصر وامتدت لتغطي عددا من بلدان المنطقة، لتحقق التميز في جميع جوانب أنشطتها. واليوم أصبحت من أهم بنوك الاستثمار في مصر والمنطقة بما حققته من انجازات ونجاحات في مختلف أنشطتها. فسجلها الناجح شهادة على استمرار تحقيق تطلعاتها بان تكون رائدة في كافة المجالات الاستثمارية المختلفة.
إن حجر الزاوية وراء سلسلة النجاحات التي حققتها مجموعة بي إتش سي يكمن بالتأكيد في تفاني الإدارة وفريق العمل المتميز في خدمة مصالح المجموعة ومستثمريها على أعلى مستوى من المهنية والكفاءة. وإن الشراكة القوية التي بنيناها مع مستثمرينا، وثقتهم في قدراتنا ساهمت في إدراك النجاحات المتعددة التي حققناها وستكون عونا على تحقيق رؤيتنا المستقبلية.
وعلى الرغم من ظروف التحديات الاقتصادية الصعبة التي عشناها على مر الأعوام المنصرمة، فإننا كلنا ثقة في تجاوز الاقتصاد المصري لكل التحديات التي تواجهه، ونحن عازمون على المضي قدما بفضل الله عز وجل بطموح نحو تحقيق المزيد من النجاح والنمو.

### المناصب
رئيس مجلس إدارة وعضو منتدب لشركة بايونيرز القابضة للأستثمارات المالية

الشريك التنفيذى لشركة بايونيرز لتداول الاوراق المالية – دبى

مدير عام شركة المستشار الدولى للآستثمار

عضو مجلس إدارة شركة القاهرة للآسكان والتعمير

عضو مجلس إدارة شركة الكابلات الكهربائية المصرية

رئيس مجلس إدارة شركة اموال للآستثمارات المالية

رئيس مجلس إدارة شركة الحصن للآستشارت

رئيس مجلس إدارة شركة سمو للآستشارات

رئيس مجلس إدارة شركة بايونيرز كابيتال للآستشارت المالية

عضو مجلس إدارة شركة المتحدة للآسكان والتنمية والتعمير

رئيس مجلس إدارة شركة الصفوة للآستشارت والتنمية

عضو مجلس إدارة الشركة العربية لمنتجات الالبان – اراب ديرى – باندا

عضو مجلس إدارة شركة رؤية القابضة للاستثمارات

### تصريحات صحفية
رئيس «بايونيرز»: الاقتصاد يجني ثمار الإصلاحات الحكومية العام الحالي

البورصة سيكون لها دور قوى في تمويل مشروعات تنمية محور قناة السويس

وليد زكى يتبرع بـ 100 ألف جنيه لكل شهيد بحادث «العريش»

الاقتصاد والاعمال

## اخبار عن الشركة في الصحف
جريدة الوطن

اليوم السابع

آراب فاينانس

موقع مصراوى

اخبار البورصة

موقع مباشر